# Comté de Morton (Kansas)
Pour les articles homonymes, voir Morton et Comté de Morton.
Le comté de Morton est l’un des 105 comtés de l’État du Kansas, aux États-Unis, aux confins du Colorado et de l’Oklahoma. Il a été fondé le 20 février 1886.
Siège et plus grande ville : Elkhart.

## Géolocalisation
|                              | Comté de Stanton           |                  |
| Comté de Baca (Colorado)     | Comté de Morton            | Comté de Stevens |
| Comté de Cimarron (Oklahoma) | Comté de Texas (Oklahoma ) |                  |